# De Kooy
Pour les articles homonymes, voir Kooy.
De Kooy est un hameau de la commune néerlandaise du Helder, dans la province de la Hollande-Septentrionale. À De Kooy se trouve l'Aérodrome De Kooy.

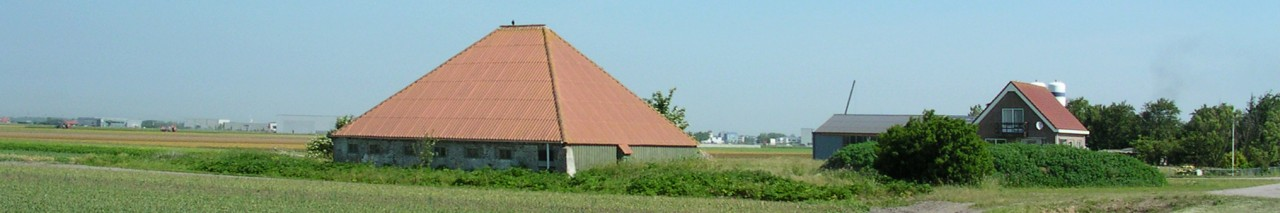
Fermes de De Kooy